# Arquitectura anglosaxona

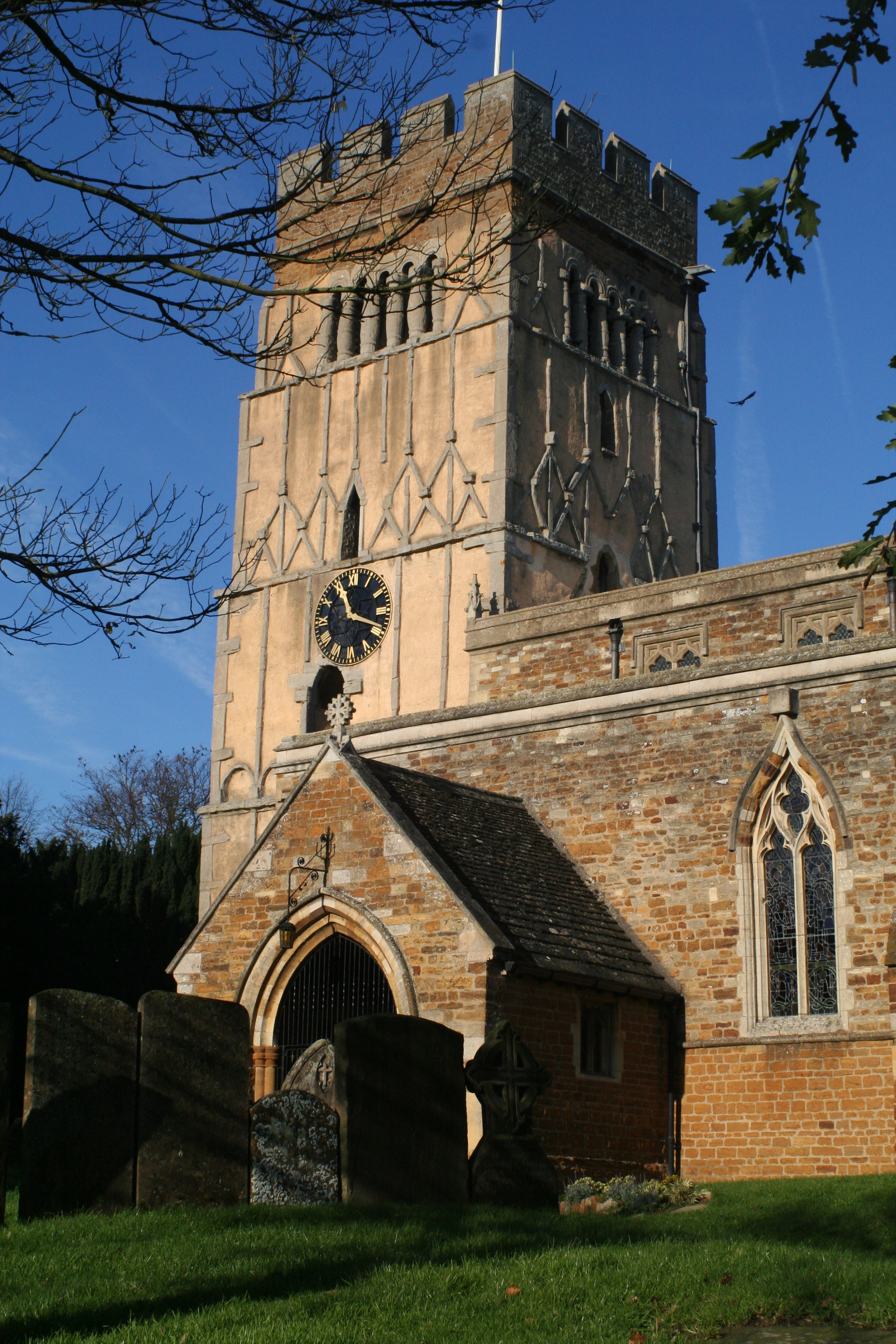
Església d'Earls Barton, del, Northamptonshire.

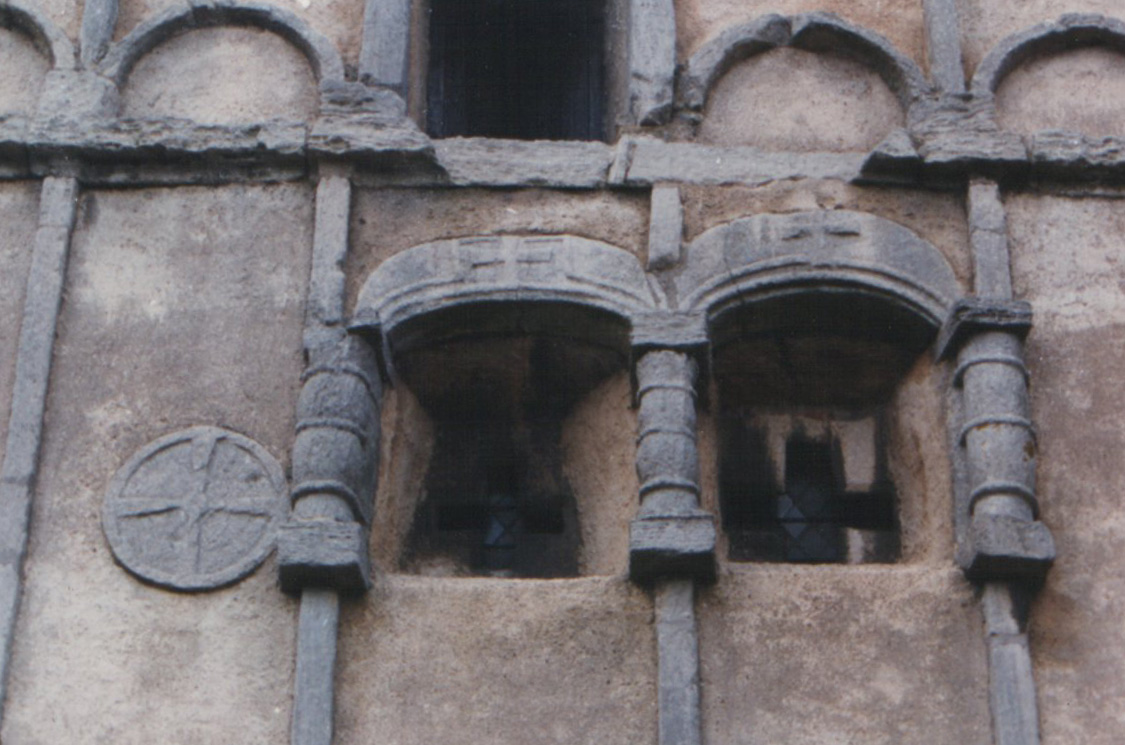
Característiques anglosaxones amb pilastres, arcs cecs, balustres a l'església d'Earls Barton.

L'Arquitectura anglosaxona va ser un període en la història de l'arquitectura d'Anglaterra i part de Gal·les, des de mitjan segle V fins a la conquesta normanda de 1066. Els edificis civils anglosaxons a Gran Bretanya van ser en general simples, construïts utilitzant principalment fusta i amb el sostre de palla. Cap exemple acceptat sobreviu "in situ".
N'hi ha, tanmateix, moltes restes d'arquitectura d'esglésies anglosaxones. Almenys cinquanta són d'origen anglosaxó amb les principals característiques arquitectòniques, hi han moltes més que afirmen també pertànyer a aquesta època, encara que en alguns casos les parts anglosaxones són petites i estan molt alterades. Sovint és impossible distingir de forma fiable entre el treball previ i posterior a la conquesta del segle xi en els edificis, on la majoria de les parts són ampliacions o modificacions posteriors. L'esglésies de la torre rodona i de turriforme utilitzant la torre como nau, són els models distintius anglosaxons. Totes les esglésies que sobreviuen, excepte una església de fusta, són de pedra o maó, i en alguns casos mostren evidències de reutilització d'obres romanes.
El caràcter arquitectònic dels edificis eclesiàstics anglosaxons va des de la influència de l'arquitectura cèltica en el primer període; la de l'arquitectura de la basílica paleocristiana; i el període anglosaxon posterior, una arquitectura caracteritzada per pilastres, arcs cecs, balustres i obertures amb eixos triangulars. A les últimes dècades del regne anglosaxó es va introduir des del continent l'art romànic, com en les addicions incorporades a l'Abadia de Westminster fetes des de 1050 en endavant, i per influència de l'arquitectura normanda. A les últimes dècades els historiadors de l'arquitectura s'han tornat menys segurs amb totes les característiques romàniques més petites no documentades posteriors a la data de la conquesta normanda de 1066. Encara que alguna vegada va ser comú, ha estat incorrecte durant algunes dècades utilitzar el terme simple de "saxó" per a qualsevol cosa anglosaxona que fos posterior al període inicial d'assentament a Gran Bretanya.
Els primers edificis anglosaxons a Gran Bretanya van ser en general simples, construïts principalment amb fusta i amb sostre de palla. En general van preferir no establir-se dins de les antigues ciutats romanes, van construir ciutats petites a la vora dels seus centres d'agricultura, en els guals dels rius o situats de manera per fer-ho servir també com a ports fluvials.

## Context històric
La caiguda de Gran Bretanya romana a començaments del segle v, segons Beda, va permetre una afluència d'invasors del pobles germànics que inclou els angles i saxons. Tots dos pobles tenien la seva pròpia religió, però el cristianització estava en camí. sant Patrici va convertir a Irlanda al cristianisme, des d'on gran part de l'oest d'Escòcia i gran part de Northumbria també es van unir. Es van establir vincles entre les comunitats cristianes d'Irlanda i les de Gal·les i la Dumnònia on sant Piran va fundar una església al segle vii, a prop de la costa nord de Perranporth, que exercia el control esclesiàstic dels primers cristians i de l'arquitectura existent al continent britànic.
Exemples d'això poden veure's en forma d'estructures rectangulars, realitzades en pedra seca, com a l'oratori de Gallarus, península de Dingle i Illauntannig al comtat de Kerry, a Irlanda. El cristianisme i la influència irlandesa van arribar a Anglaterra a través de missioners. L'any 635, es va establir un centre de cristianisme cèltic a Lindisfarne, Northumbria, on sant Aidan va fundar un monestir.
La missió d'Agustí de Canterbury monjo benedictí que, enviat pel papa Gregori I, va arribar a Anglaterra l'any 597 per convertir els anglosaxons del sud, va fundar la primera catedral i un monestir benedictí a Canterbury (Abadia de Sant Agustí). Aquestes esglésies consistien en una nau amb cambres laterals.
L'any 664 es va celebrar el sínode de Whitby, avui dia a Yorkshire, i els líders de l'església cèltica i romana es van unir a través d'Anglaterra. En aquesta època van començar a construir-se esglésies més grans en forma de basíliques, per exemple a Brixworth.

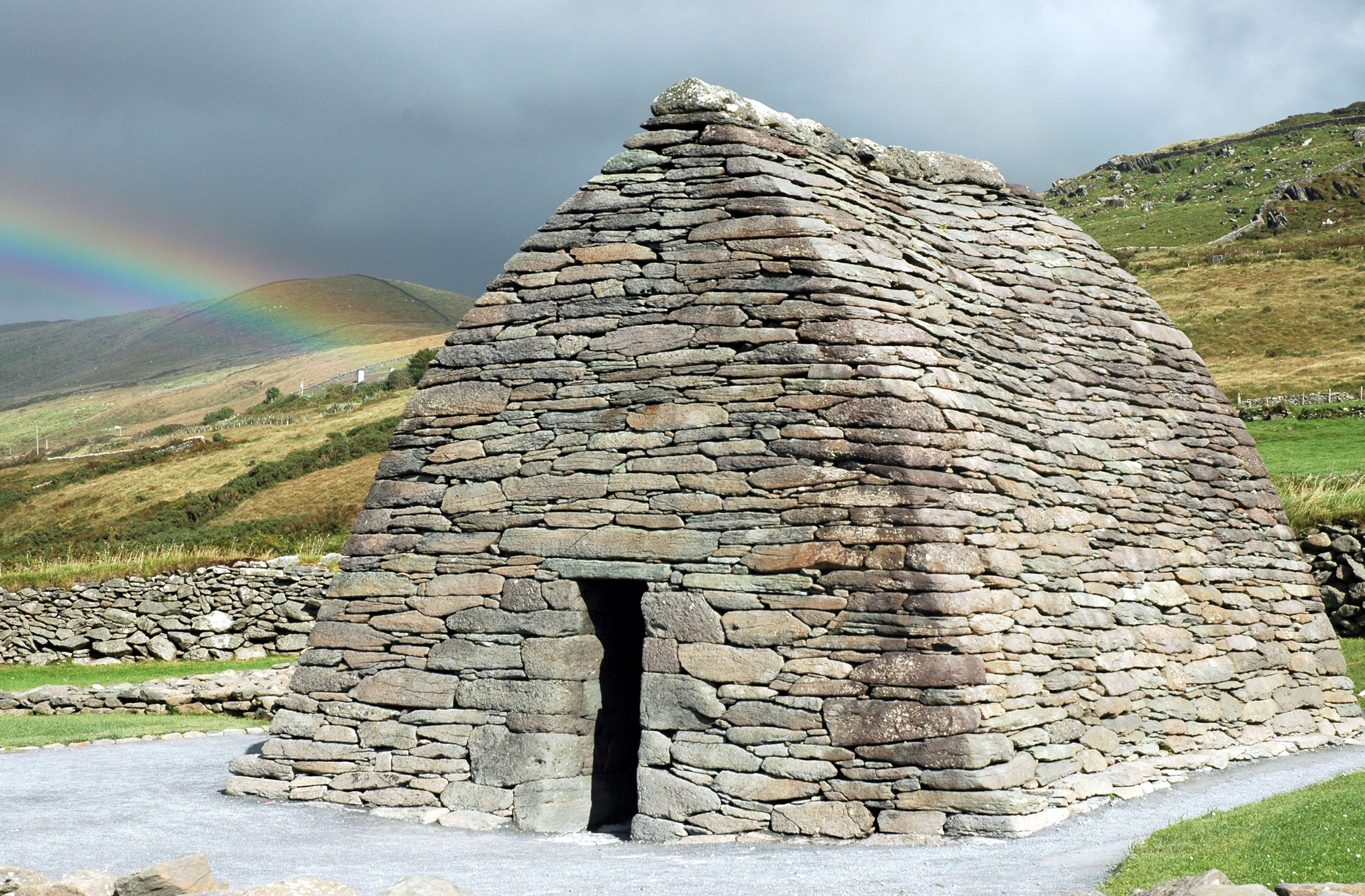
Oratori de Gallarus
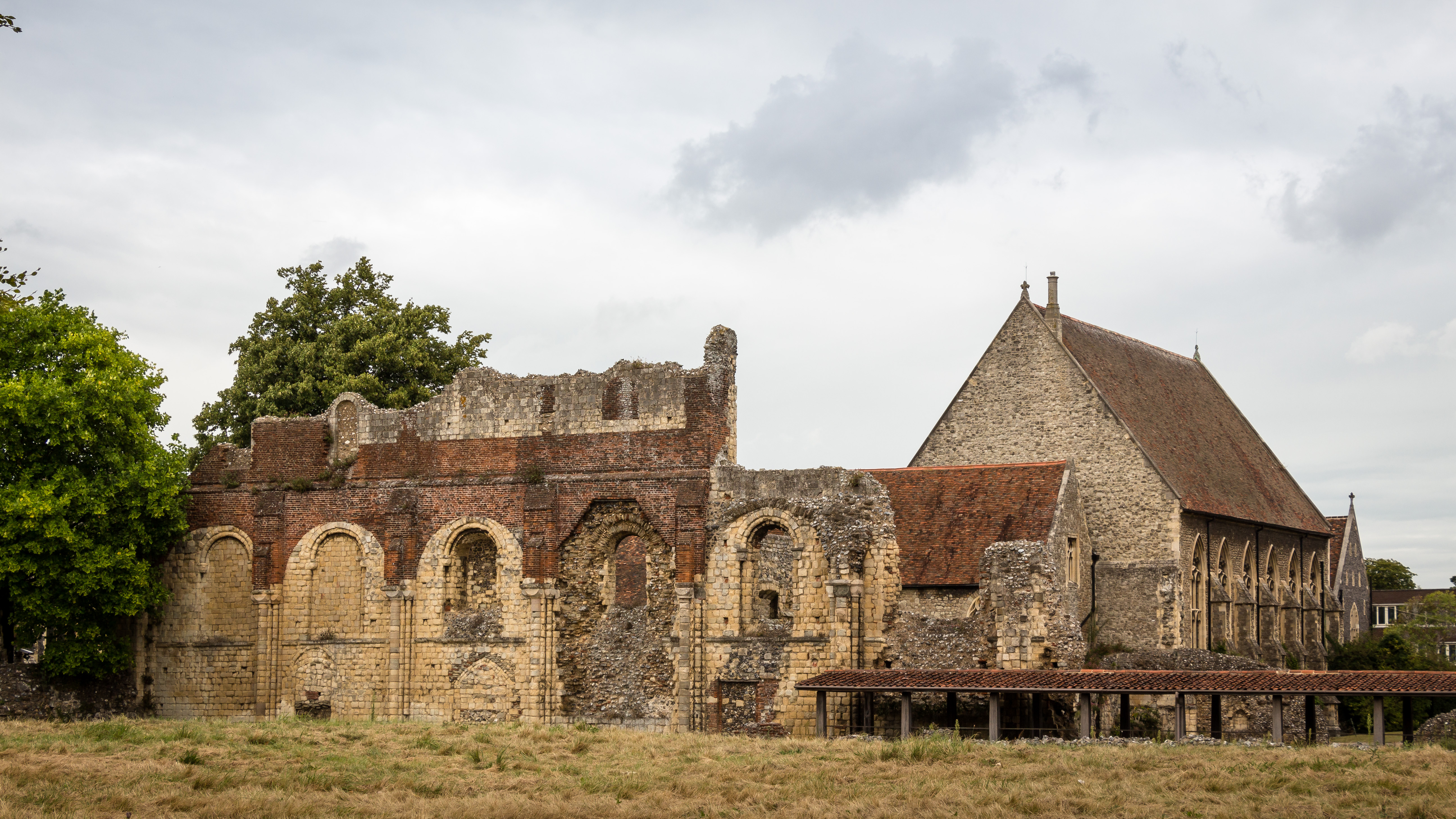
Ruïns de l'Abadia de Sant Agustí a Canterbury
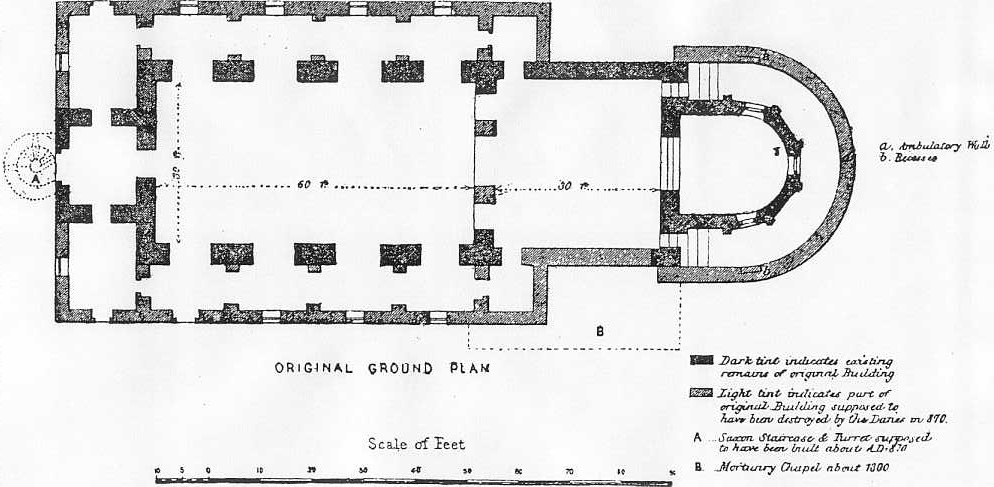
Plànol original (reconstruït) de l'església de Brixworth

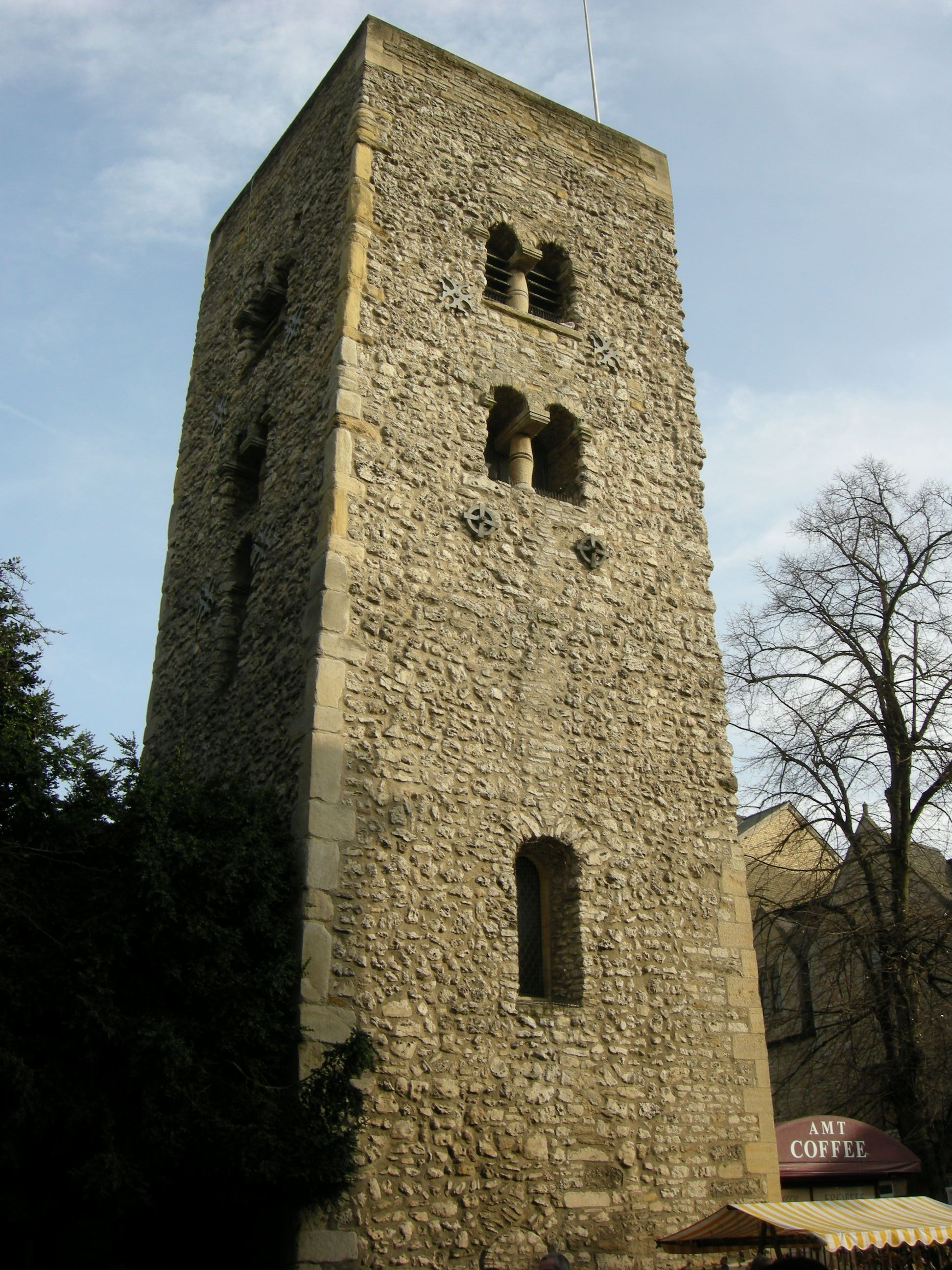
Torre de Sant Miquel d'Oxford

Les poblacions romano-britàniques de Gal·les, Dumnònia i Cumbria van experimentar un grau d'autonomia de la influència anglosaxona, representada per les tradicions lingüístiques, litúrgiques i arquitectòniques diferents, que tenien molt en comú amb les cultures irlandesa i bretona a través de tota la mar Cèltica, i la seva aliança amb els invasors vikings. Això es va fer gradualment, eliminant-se durant segles de la dominació anglesa. Edificis característicament circulars, en contraposició als antics rectangulars, realitzats en pedra, així com en fusta, juntament amb les creus cèltiques, i la reocupació dels assentaments de l'edat de ferro i els jaciments romans com el castell de Cadbury, i el castell de Tintagel, i els assentaments tancats anomenats «rondes», caracteritzen el període subromà fins al segle viii al sud-oest d'Anglaterra, i van continuar fins a molt més tard en el territori de Gal·les en ciutats post romanes com Caerleon i Carmarthen.
La invasió danesa (vikings) posterior, va marcar un període de destrucció de molts edificis de l'arquitectura anglosaxona, incloent al 793 la incursió de Lindisfarne. Edificis, incloent catedrals van ser reconstruïts, i l'amenaça de conflictes va tenir una influència inevitable en l'arquitectura de l'època. Durant i després del regnat d'Alfred el Gran, pobles anglosaxons (871-899) van ser fortificades. Els terraplens o glacis defensives i fossats encara contemporànies, es poden veure com a resultat d'això. Oxford és un exemple d'una d'aquestes ciutats fortificades, on la torre de pedra del segle xi que pertany a l'església de Sant Miquel té lloc destacat al costat de l'antic emplaçament de la porta nord de la ciutat. La construcció de torres de les esglésies, en substitució del basilical nàrtex o pòrtic occidental, es pot atribuir a aquest últim període de l'arquitectura anglosaxona.

## Segle VII
L'arquitectura anglosaxona més antiga supervivent data del segle VII. Els dissenys de les esglésies en aquest moment diferien entre les del nord d'Anglaterra, que són amb presbiteris estrets i amb terminació de la capçalera quadrada, i del sud, que són similars a l'església de Sant Agustí amb l'evidència de tenir absis separats de la nau per una obertura formada amb un triple arc, per exemple a Reculver. Les excepcions a això inclouen l'antic monestir de Winchester construït el 648. El model més complet del tipus nord d'església es troba a Escomb, al sud no hi ha una església del segle VII completa amb un absis, al comtat d'Essex, la capella de Sant Pere que data circa 654, solament la sobreviu la nau.
- Església de Tots els Sants de Brixworth, Northamptonshire
- Església de Sant Martí de Canterbury (nau del segle vii, amb parts de possible origen anterior), Canterbury
- Antic monestir de Winchester (648) (solament els fonaments es mantenen, estant marcats), Winchester
- Església de St Peter's on the Wal (c. 654, a l'antic lloc d'una fortalesa romana, amb materials tornats a utilitzar), Bradwell-on-Sea, comtat d'Essex[12]
- Cripta de la catedral de Ripon (c. 670)
- Cripta de l'Abadia d'Hexham(674)
- Abadia de Monkwearmouth-Jarrow (c. 675), Northumberland
- Església d'Escomb (c. 680), comtat de Durham

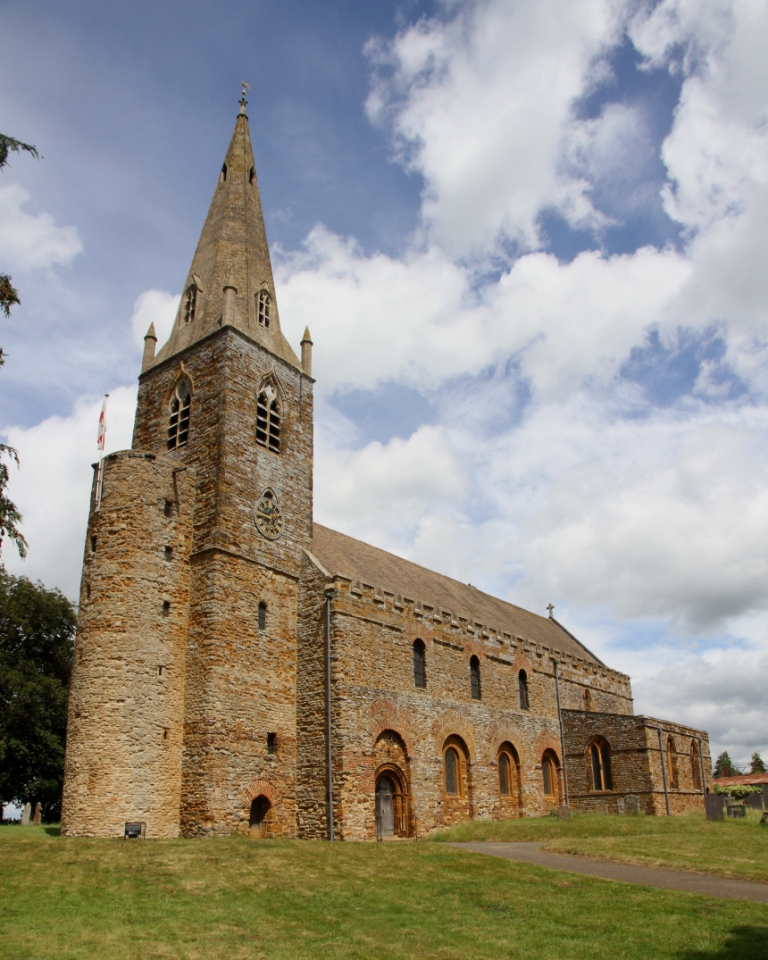
[[Gallarus Oratory|Església de Tots els Sants de Brixworth, Northamptonshire]]
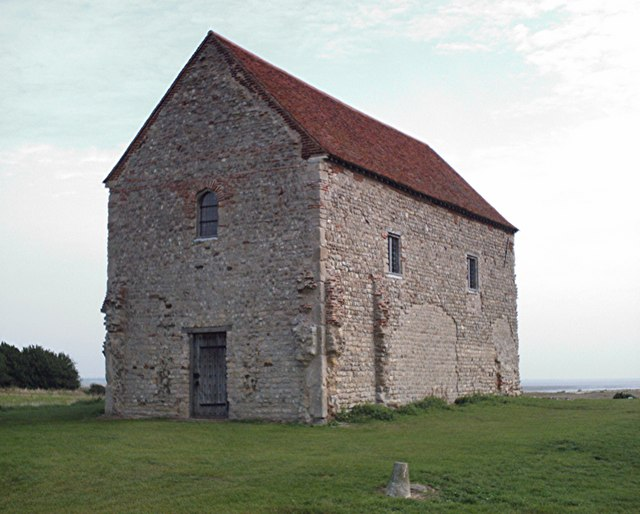
Església de St Peter's on the Wal, comtat d'Essex
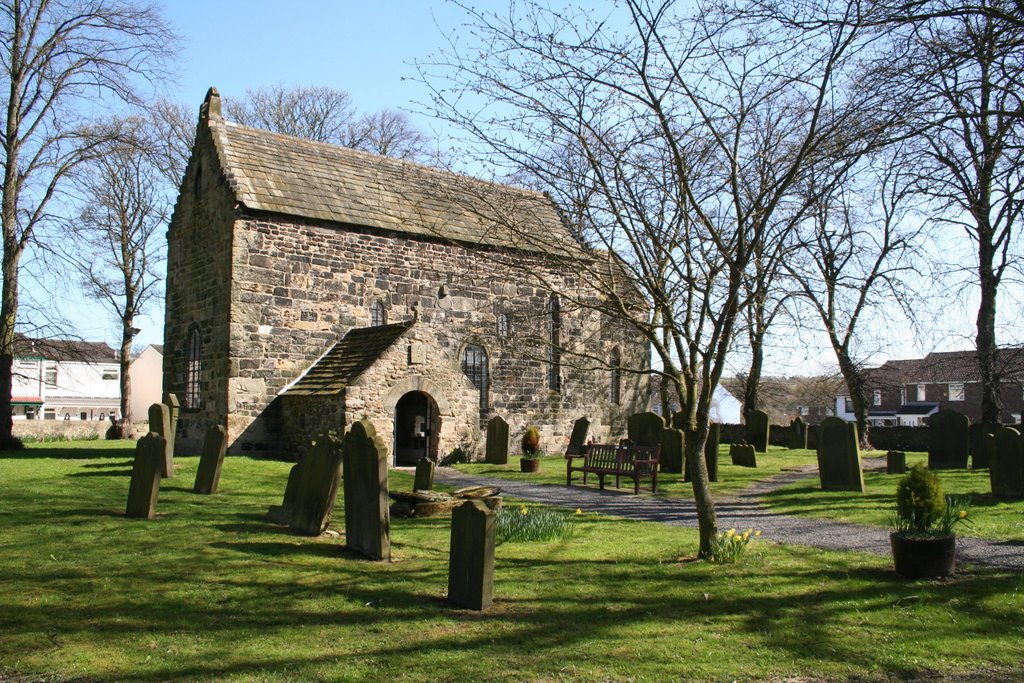
Església d'Escomb, comtat de Durham

## Segles VIII, IX i X
Poc es pot atribuir als segles VIII i IX, a causa dels nombrosos atacs per part dels vikings. Els avenços en el disseny i la decoració poden haver estat influïts pel renaixement carolingi al continent, on hi va haver un intent conscient per crear un renaixement de l'arquitectura romana antiga.
- Església de St Wystan de Repton, Derbyshire (cripta c. 750, murs del cor del segle ix)
- Església Prioral de Santa Maria de Deerhurst, Gloucestershire (c. 930)
- Església de Tots Sants de Earls Barton, Northamptonshire
- Església de Santa Helena de Skipwith, North Yorkshire (torre. c 960)
- Església de Sant Pere de Barton-upon-Humber, Nord Lincolnshire (torre c. 970, baptisteri del segle ix possiblement)
- Església de San Llorençs de Bradford-on-Avon, Wiltshire

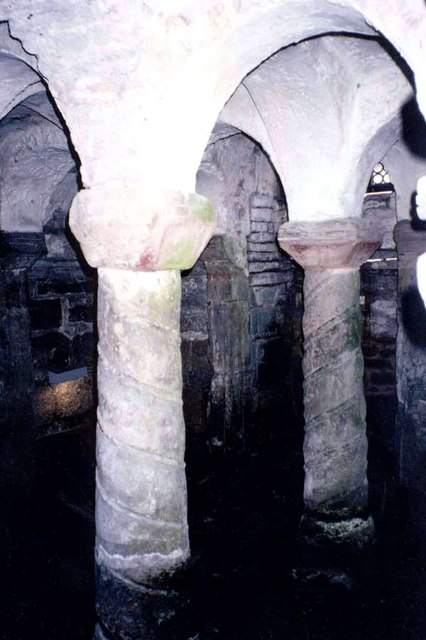
Cripta de l'església de St Wystan, Derbyshire
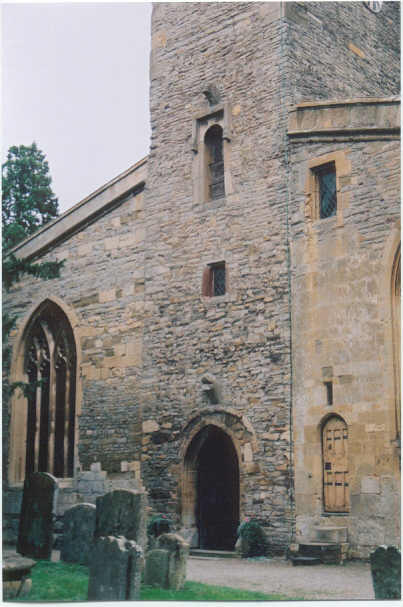
Detail de la torre de Santa Maria de Deerhurst, Gloucestershire
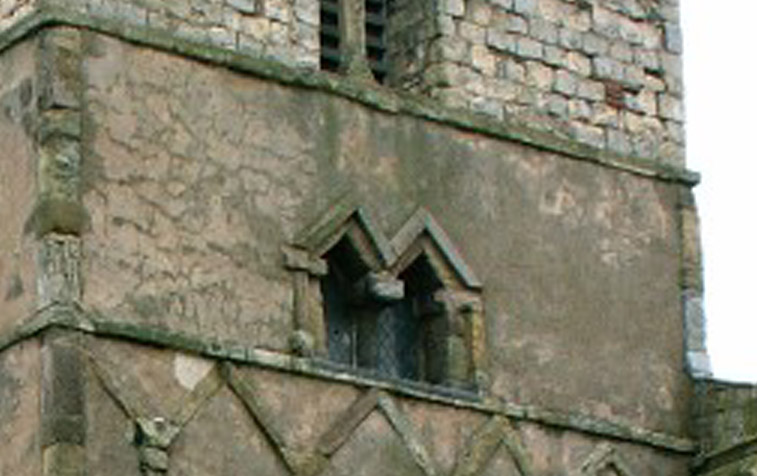
Dobles finestres triangulars de la torre de Sant Pere de Barton-upon-Humber, Nord Lincolnshire

## Segle XI
La primera aparició de l'arquitectura romànica a Gran Bretanya es va produir durant el segle xi. Les dècades abans de la conquesta van ser pròsperes per a l'elit, i n'hi havia un gran patrocini per a la construcció d'esglésies per part de personatges com Lady Godiva. Es van edificar moltes catedrals, incloent l'Abadia de Westminster, encara que totes van ser reconstruïdes posteriorment del 1066. Els treballadors normands van haver de ser cridats per a la construcció de l'Abadia de Westminster a través de l'arquebisbe normand de Canterbury.
- Església de Greensted, Essex (1013, amb parets d'estaques de roure)[13]
- Església de Stow, Lincolnshire (c. 1040 amb una petita part que sobreviu de l'any 975)
- Església de Sant Benet, Cambridge (c. 1040)
- Església de Sant Miquel de la porta Nord, Oxford c. 1040)
- Església Sant Nicolau de Worth, West Sussex (c. 950 - 1050)
- Església de Santa Maria Verge de Sompting, West Sussex (c. 1050)
- Capella de l'Odda, Deerhurst, Gloucestershire (1056)
- Església de Sant Mateu de Langford, Oxfordshire (anteriorment Berkshire) (després de 1050)
- La torre de l'Església de la Trinitat a Colchester, Essex té una torre de la preconquesta normanda, del segle xi construïda amb runes romanes.

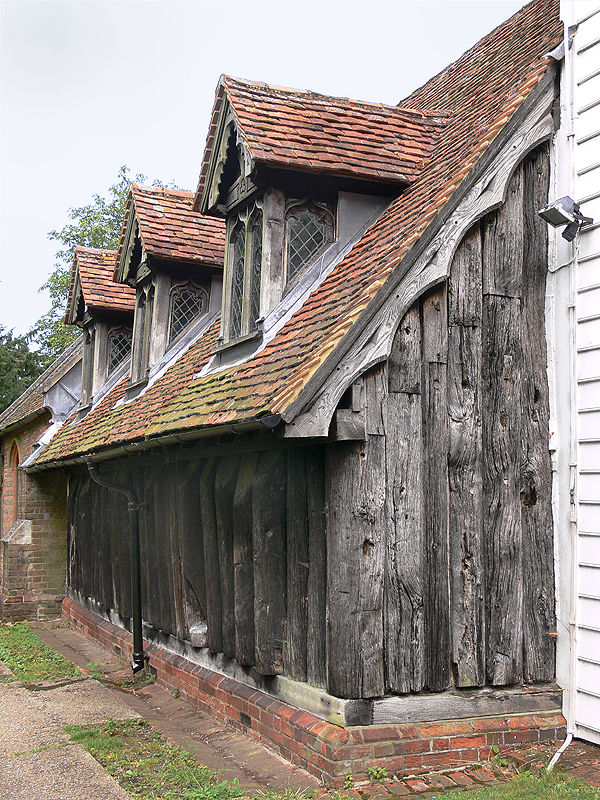
Detall exterior l'església de Greensted, Essex
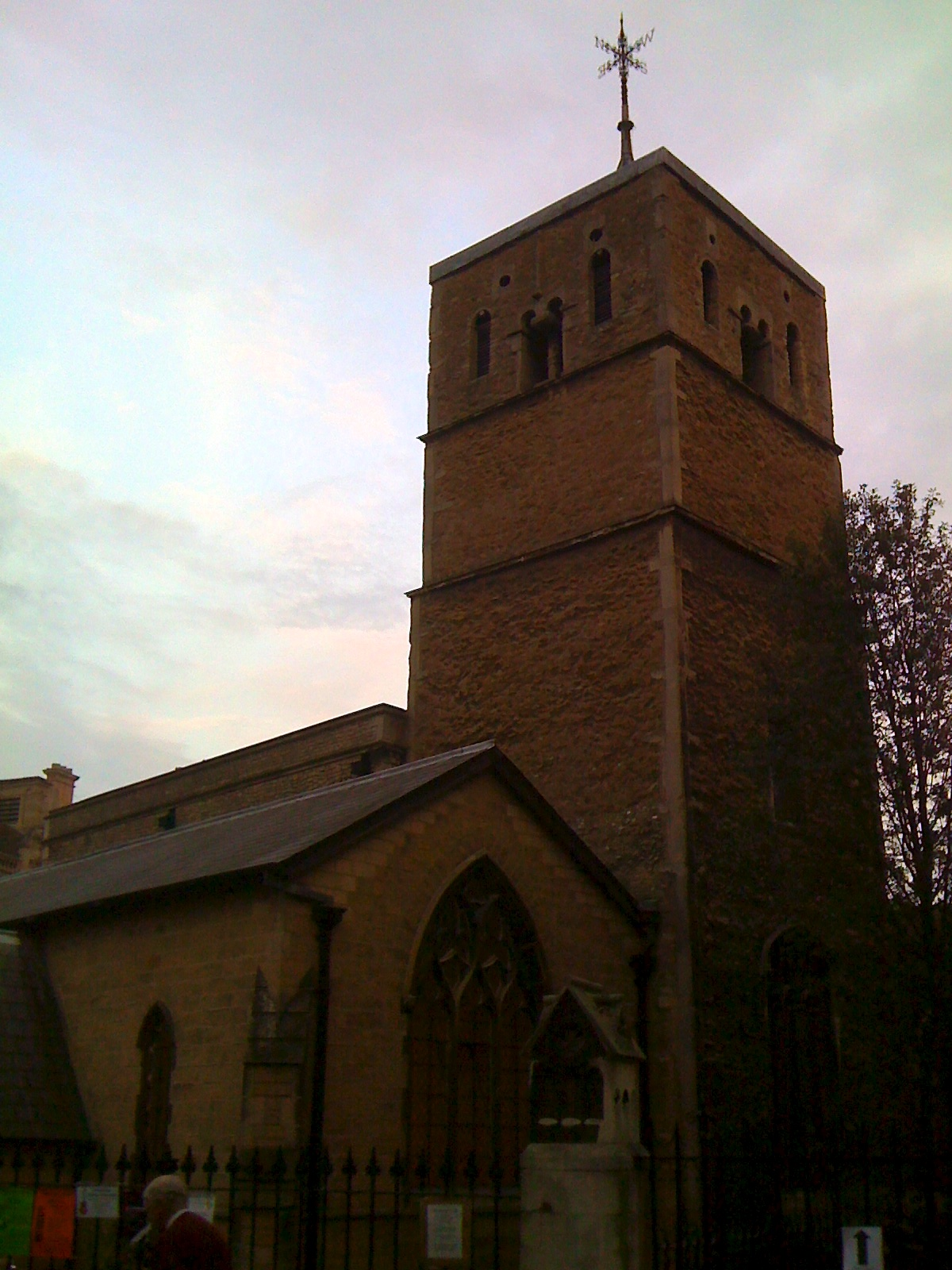
Torre de Sant Benet, Cambridge
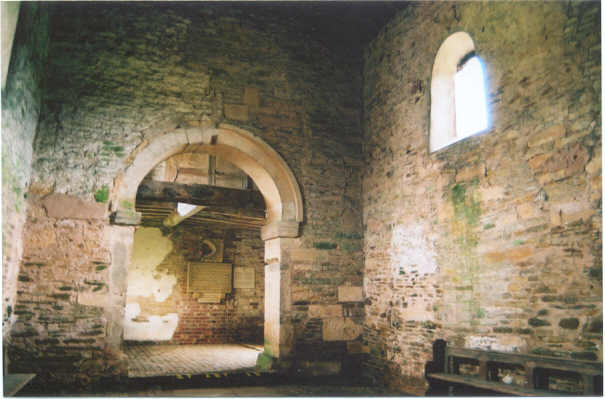
Interior de la Capella de l'Odda, Deerhurst, Gloucestershire

## Característiques
Hi ha moltes esglésies que contenen característiques anglosaxones, encara que algunes d'elles també es van utilitzar en el primer període normand. HM Taylor va examinar 267 esglésies amb característiques i ornaments arquitectònics anglosaxons. Els historiadors d'arquitectura acostumaven a assignar amb seguretat totes les característiques arquitectòniques a l'art romànic després de la conquesta normanda d'Anglaterra, però ara s'adonen que moltes poden provenir de les últimes dècades del regne anglosaxó. Les característiques típiques anglosaxones inclouen:
- carreus emprats a les cantonades en posició d'un de llarg per un altre curt;
- finestres dobles triangulars;
- finestres estretes, d'arc arrodonit (sovint utilitzant pedres romanes);
- maçoneria en opus spicatum
- pòrtic occidental.

És estrany que més d'una d'aquestes característiques estiguin presents en el mateix edifici. Una sèrie de les primeres esglésies anglosaxones es basen en una basílica amb pòrtics de projecció al nord i al sud per donar una planta cruciforme. Tanmateix els plànols en creu per a les esglésies van ser utilitzats en altres períodes. Així mateix, un presbiteri en forma d'absis arrodonit es troba sovint en les primeres esglésies anglosaxones, encara que també es va utilitzar en altres èpocas.

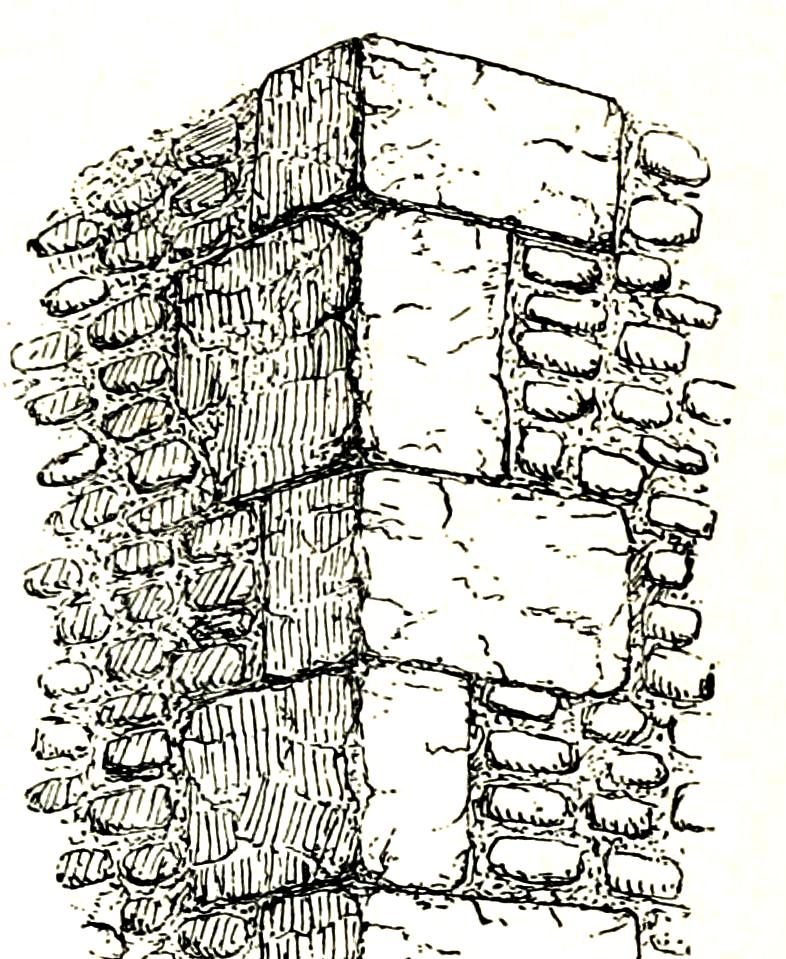
Carreus al transepte sud del Stow Minster, (Lincolnshire)
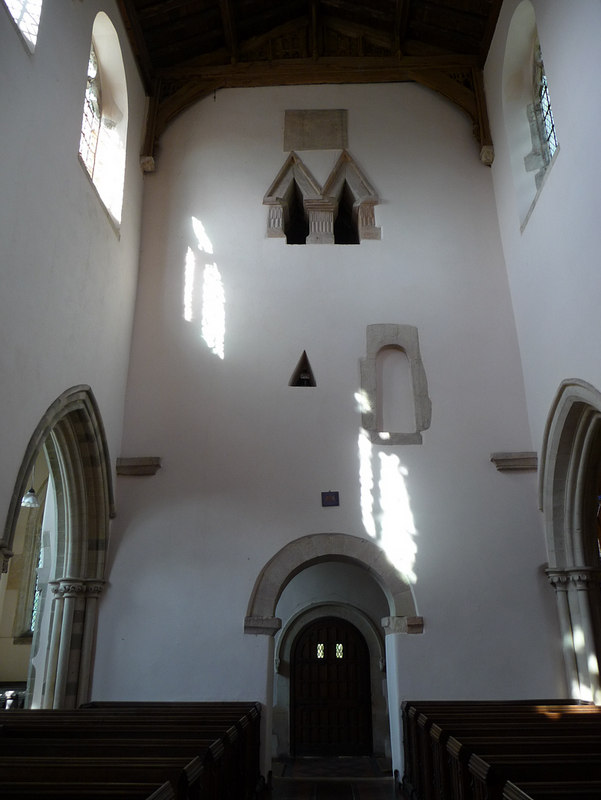
Finestres triangulars a Santa Maria de Deerhurst, Gloucestershire
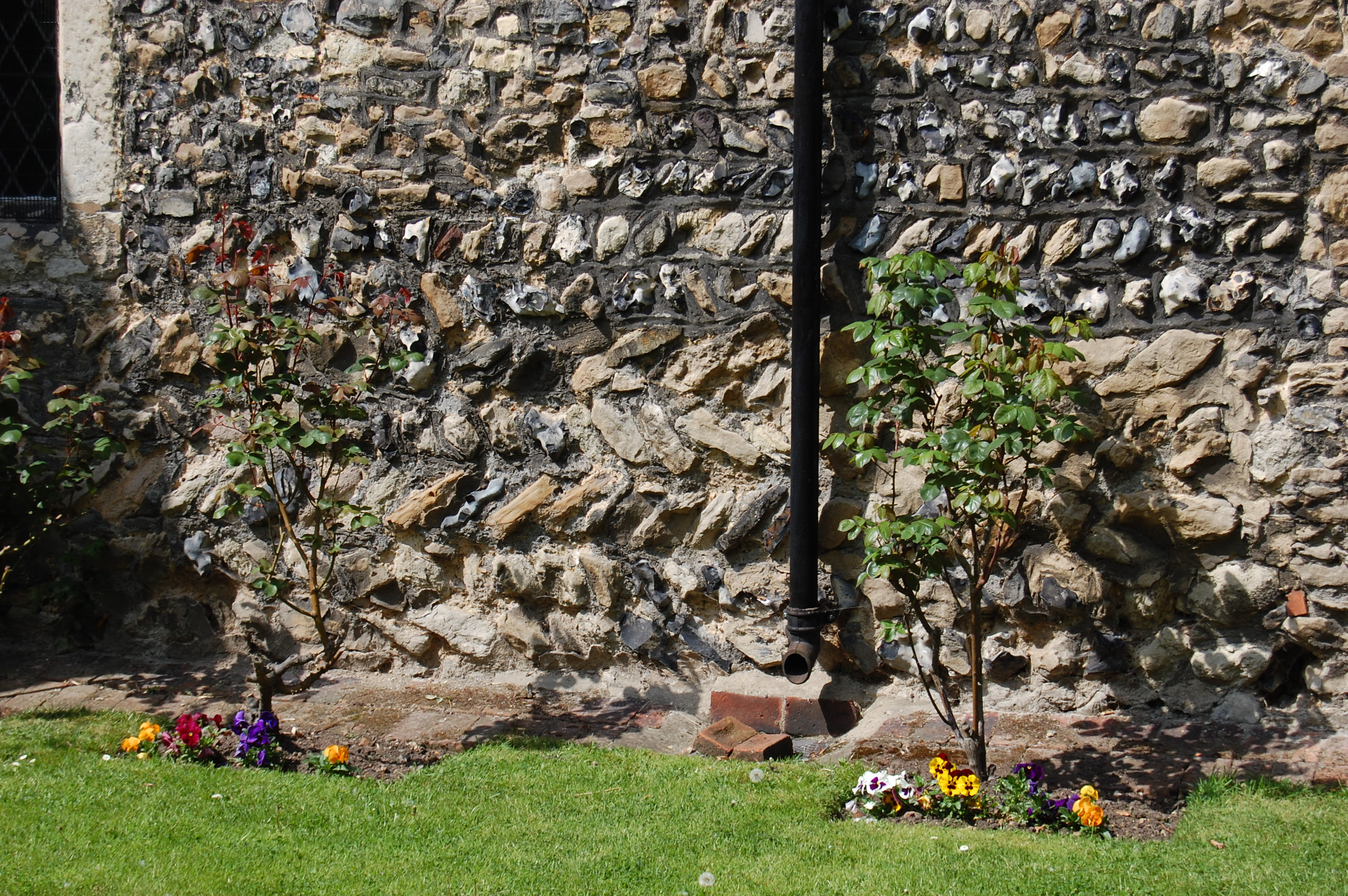
Opus spicatum a Santa Maria de Corringham, Essex

## Arquitectura civil
Els edificis civils tenien estructures rectangulars, edificades amb pals de fusta clavats en el terra per formar el bastiment de les parets sobre les que es van construir les teulades de palla. En general van preferir no instal·lar-se en les antigues ciutats romanes, els anglosaxons van habitar en petits assentaments a la vora dels seus camps dedicats a l'agricultura. Quasi cap treball arquitectònic secular es manté erigit, encara que la «torre de la cantonada» a York, s'ha discutit la seva datació del segle VII. Durant els segles IX i X, es van construir fortificacions al voltant de les ciutats per defensar-se dels atacs vikings.

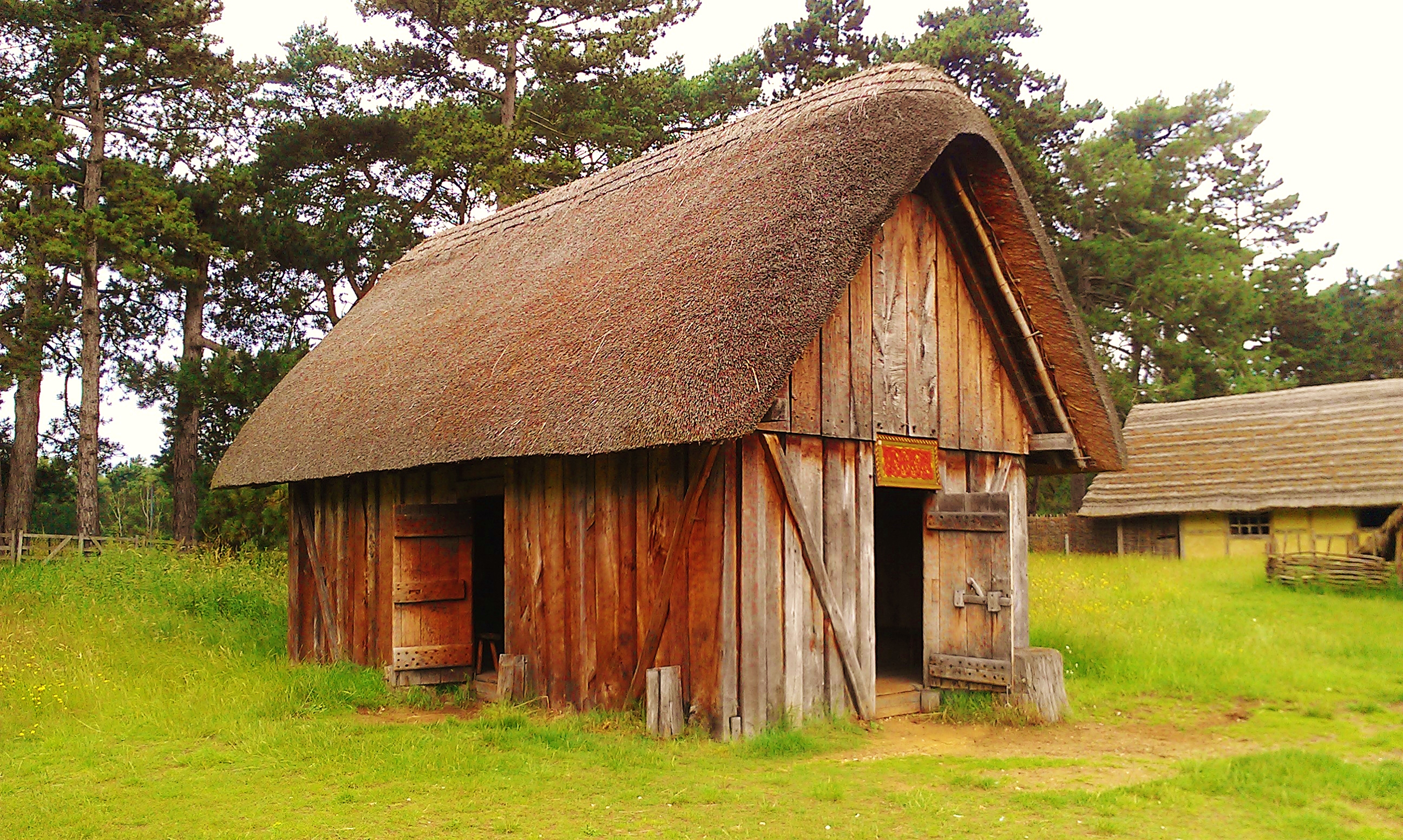
Reconstrucció d'un assentament anglosaxó a West Stow, Suffolk.

Encara que sobreviu molt poca evidència contemporània, els mètodes de construcció, incloent exemples d'edificis posteriors, es poden comparar amb els mètodes del continent. Una sèrie de cabanyes britàniques han estat excavades, a més a més de les cabanyes enfonsades, els edificis vernacles del període de migració que es van trobar també a Mucking inclouen sales més grans de fins a 15 m de llarg per 7,6 m d'amplada amb entrades en el centre dels dos costats més llargs. Hi ha una reconstrucció d'un assentament anglosaxó a West Stow (Suffolk). Les il·lustracions contemporànies d'edificis civils i religiosos es troben en alguns manuscrits il·luminats.